# Gráinne Walsh
Pour les articles homonymes, voir Walsh.
Gráinne Mary Walsh est une boxeuse irlandaise née le 13 octobre 1995.

## Carrière
Sa carrière amateur est principalement marquée par une médaille de bronze remportée aux Jeux européens de 2019 dans la catégorie des poids welters.

## Palmarès

### Jeux européens
- Médaille de bronze en -69 kg en 2019 à Minsk, Biélorussie